# Большешукшаново
Большешукша́ново (рос. Большешукшаново, башк. Оло Шуҡшан) — присілок у складі Бураєвського району Башкортостану, Росія. Входить до складу Ванишівської сільської ради.
Населення — 188 осіб (2010; 229 у 2002).
Національний склад:
- марійці — 83 %